# Victor Slezak
Victor Michael Slezak (Youngstown, Ohio; 30 de julio de 1957) es un actor estadounidense. Ha interpretado papeles en películas como Los puentes de Madison (1995), Beyond Rangoon (1995), The Devil's Own (1997), The Siege (1998), The Cat's Meow (2001), Timequest (2002) y The Notorious Bettie Page (2005).

## Filmografía
- The International (2008), Captain Martell
- The Sisterhood of the Traveling Pants 2 (2008), Gunnery Sergeant Mulcahy
- The Notorious Bettie Page (2005), Minister in Miami
- Path to War (2002), Norman Morrison
- Timequest (2002), John F. Kennedy
- The Ponder Heart (2001), Ovid Springer
- The Cat's Meow (2001), George Thomas
- Lost Souls (2000), Father Thomas
- The Atrocity Exhibition (2000), Travis Talbert
- The Siege (1998), Colonel Hardwick
- One Tough Cop (1998), FBI Agent Burt Payne
- Fool's Gold (1998), Joe
- The Devil's Own (1997), FBI Agent Evan Stanley
- Los puentes de Madison (1995), Michael
- Beyond Rangoon (1995), Mr. Scott
- Just Cause (1995), Sergeant Rogers
- Melissa (1995), Rick
- Reunion (1994)
- The Saint of Fort Washington (1993), Driver #1
- Teamster Boss: The Jackie Presser Story (1992), Sanger
- Strictly Business (1991), Maitre D'
- Bed & Breakfast (1991), Alex Caxton
- Darrow (1991), John Fredricks
- The Good Policeman (1991)
- Poison (1991), Ray
- Five Corners (1987), Policía

## Apariciones en televisión
- "Law & Order: Special Victims Unit" (2006), Blake Peters (1 episodio)
- "Jonny Zero" (2005), Styles.
- "Law & Order: Criminal Intent" (2003), Reverend Hale (1 episodio)
- "Witchblade" (2002), John F. Kennedy (1 episodio)
- "Law & Order (1992 – 2000) Jeffery Arbaugh (4 episodios)
- "Hyperion Bay" (1998 – 1999), Bordon Hicks (6 episodios)
- "New York Undercover" (1995), Dennis (1 episodio)
- "The Young Indiana Jones Chronicles" (1993), O'Bannion (1 episodio)
- "A Man Called Hawk" (1989), McSwain (1 episodio)
- "Miami Vice" (1989), Jerome Horowitz (1 episodio)
- "Crime Story" (1988), Senator Deming (1 episodio)
- "Leg Work" (1987), Sean Reese (1 episodio)
- "The Guiding Light (1984 – 1985), Andy Ferris